# Falsomoechotypa kaszabi
Falsomoechotypa kaszabi là một loài bọ cánh cứng trong họ Cerambycidae.